# Amalia (película de 1914)
Amalia es una película muda argentina de 1914 dirigida y escrita por el dramaturgo Enrique García Velloso, basada en la novela homónima de José Mármol. La película fue una iniciativa de la sociedad de beneficencia Asociación del Divino Rostro, y su estreno tuvo lugar con el «declarado propósito de recaudar fondos para la construcción de una capilla y de una escuela para niñas». Amalia fue producida por Max Glücksmann de la Casa Lepage y fotografiada por sus técnicos Eugenio Py y probablemente también Enrique Luchetti. El estreno de la película, el 12 de diciembre de 1914, fue un acontecimiento sin precedentes para la cinematografía nacional, ya que tuvo lugar en el Teatro Colón, el lugar más prestigioso para la alta sociedad y la aristocracia de Buenos Aires, con la presencia del presidente Victorino de la Plaza y sus ministros. Descrito como un «espectáculo de autocelebración de clase», el estreno de Amalia contó con una entrada inusualmente cara para una proyección cinematográfica y estuvo acompañado por la orquesta del Teatro Colón. Los personajes fueron interpretados por una larga lista de miembros de la alta sociedad porteña, presentados en lo que Fernando Martín Peña llamó «una de las secuencias de títulos más extensas de toda la historia del cine».

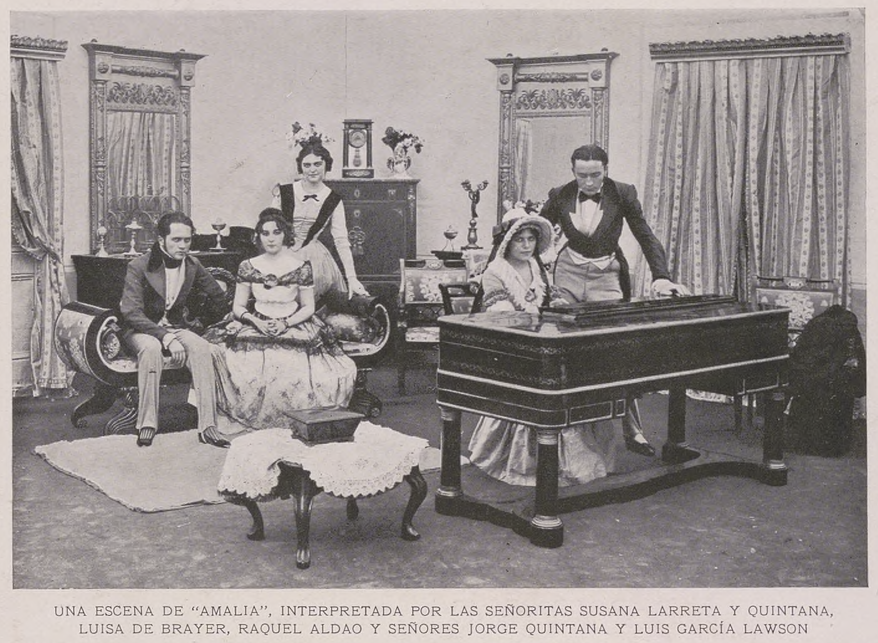
Escena de la película argentina Amalia (1914).

Al contrario de lo que a menudo se afirma, Amalia no fue el primer largometraje argentino, ni supuso una innovación estilística, ya que el año anterior se estrenó Nelly o la prima pobre, una producción de 60 minutos patrocinada y protagonizada por miembros de sociedades benéficas de la élite. No obstante, Amalia fue la película argentina más larga producida hasta ese momento, con una duración original de 3000 metros, y es también el largometraje más antiguo que se conserva del país. Al igual que en 1912 y 1913, fue la única película estrenada ese año, pero como señaló Lucio Mafud, «a diferencia de las anteriores, la estela que Amalia dejaría sería mucho más importante, tanto en prestigio "artístico" como en posibilidad comercial» Para entonces, la producción nacional de películas de ficción llevaba años estancada, tras un breve auge con motivo de las celebraciones del Centenario. Amalia tenía un propósito pedagógico centrado en los ideales y gustos de las clases altas, lo que le dio al cine nacional un nuevo «prestigio moral y artístico», ya que no sólo aparecía en forma destacada en las secciones de sociedad de los principales diarios, sino también en las críticas teatrales, iniciando la crítica cinematográfica en la Argentina. La influencia de Amalia es evidente en la mayor parte de la producción cinematográfica del año siguiente: por un lado, dio un impulso notable a las películas vinculadas a las instituciones de la élite, mientras que también la película demostró el potencial financiero del cine nacional, obteniendo más de 35.000 pesos en sólo unas pocas proyecciones de alta gama, donde el costo de la entrada se fijó alto para un público exclusivo y acomodado.

## Reparto

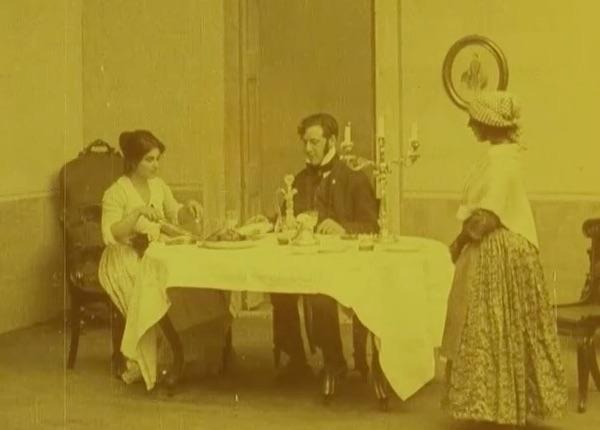
Fotograma de la película, con José Miguens en el papel de Juan Manuel de Rosas, Raquel Aldao como Manuelita Rosas y María Delfina Astengo como la sirvienta Jesusa.

Lista de intérpretes adaptada de la investigación de Lucio Mafud (2016).
- Susana Larreta y Quintana (Amalia)
- Luis García Lawson (Eduardo Belgrano)
- Jorge Quintana Unzué (Daniel Bello)
- Lucía de Bruyn (Florencia Dupasquier)
- José Miguens (D Juan Manuel de Rosas)
- Raquel Aldao (Manuelita Rosas)
- Rodolfo Quesada Pacheco (Ciriaco Cuitiño)
- Josefina Acosta (doña María Josefa Escurra)
- Carlos Morra (doctor Alcorta)
- Srta María Luisa Costanzó (Luisa)
- Ricardo Aldao (h) (Pedro)
- María Carolina Harilaos (doña Agustina Rosas de Mansilla)
- Camilo Aldao (Corvalán)
- Lola Marcó del Pont (Sra de Dupasquier)
- Delfín Huergo Paunero (D Cándido Rodríguez)
- María Delfina Astengo (Jesusa)
- Juan Carlos Huergo (Mariño)
- Inés González Guerrico (Josefa)
- Enrique Bustillo (general Mansilla)
- Florencia Quesada (Petra)
- José Estrada (Felipe Arana)
- Dora Huergo (Rosa)
- Enrique Schlieper (h) (Fermín)
- Enriqueta Salas (una pordiosera)
- Enrique García Velloso [Mendeville (o Mandeville?)]
- María Ayerza
- Héctor Fernández (Lynch)
- Manuela Lloveras
- Alberto Santamarina (Maisson)
- María Teresa Bravo
- Emilio Bravo Fernández (Oliden)
- Teresa Guerrico
- Carlos A Penard (Sr Bello)
- Susana Esteves
- Raúl Sánchez Elía (bailarín del "gato")
- María Luisa Salas
- José María Bustillo
- Laura Salas
- Alejandro Bustillo
- Silvina Cobo (Carmen)
- Eduardo Legarreta
- Mariana Vivot
- Juan Cullen
- María Elena Saguier (Mercedes Rosas de Rivera)
- Marcos Riglos
- María Luisa Larreta y Quintana
- Adolfo Salas
- Carmen Zuberbühler
- Enrique Richard Lavalle
- Josefina Zuberbühler
- Ernesto Rodríguez (jefe de la Mazorca)
- Ana María Flores Pirán
- Santiago Rey Basadre
- Lola Flores Pirán
- Manuel Guerrico
- Josefina Lagos García
- Eduardo Tornquist
- Silvia Lagos García
- José Calixto Yáñez
- Delia Guerrico
- Ángel León Gallardo
- Arminda Luro Roca
- Armando Peña
- Alicia Richard Lavalle
- Alfredo Benítez
- Carmen Sauze
- Enrique Cibils
- Tita Yáñez
- Enrique García Lawson
- Clara Becú
- Julián García Lawson
- Elina Cramer
- Jorge Bunge
- Elisa Luque Bustillo
- Guillermo Zimmermann
- María Teresa Pearson (Sra De la Quintana?)
- Elisa Bosch Alvear